# 爱丽丝 (航空器)
爱丽丝（Eviation Alice）是一款由电动航空工业（Eviation Aircraft）所制造的电动飞机，预计可容纳9名乘客和2名机组人员。目前还在研发测试阶段中，其机身包含95%的复合材料，由两个电动机驱动，并配备T字型尾翼。

## 研发

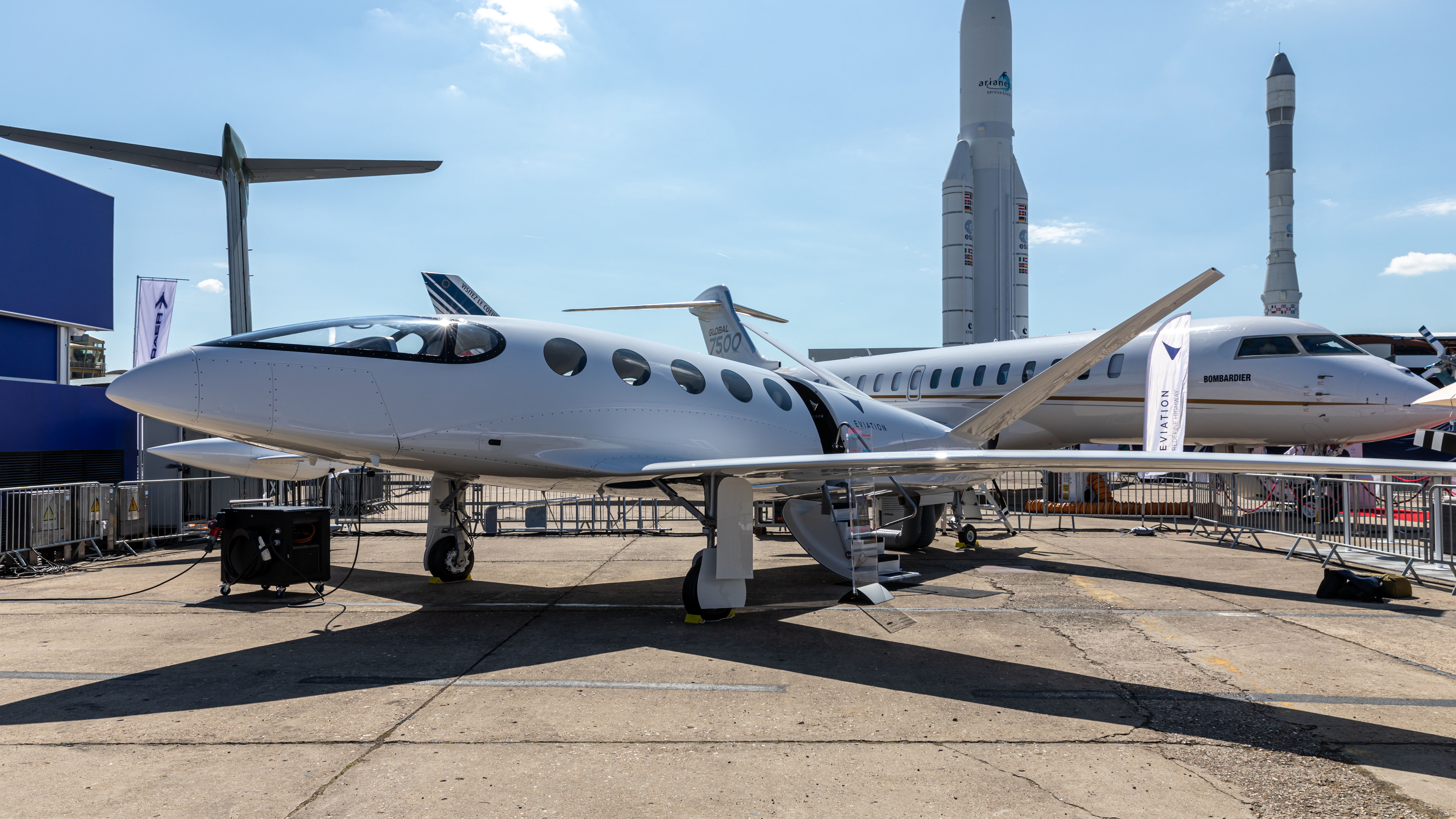
2019 年 6 月巴黎航展上的原型机采用单推进螺旋桨和双翼尖电机、 V 型尾翼和尾翼起落架

电动航空工业由奥马尔·巴尤黑（Omer Bar-Yohay）、奥姆里·雷格夫（Omri Regev）和阿维夫·齐顿（Aviv Tzidon）于2015年创立。 双方以风险合作伙伴的关系来保持公司继续运营。 
2018年2月，该公司以一个重达650磅（290）的模型无人机飞行以验证空气动力学设计和飞行控制系统。  科卡姆公司被选中为电机提供袋状锂聚合物电池来作为提供电力的供应商。 动力系统和传动系统的研发工作已经开始。   电动航空工业与安柏瑞德航空大学(ERAU) 合作，于 2019 年春季在 ERAU 位于亚利桑那州普雷斯科特的校区开始了一项研发计划。 该计划将侧重于性能分析、验证和测试，以及未来电力动力和机身的初步设计和小规模测试。 
到2019年初，电动航空工业已获得2亿美元的投资，用于认证和生产，同时第一台原型机会在法国西北部的瓦讷组装。  2019年4月，电动航空工业选择了转速为1,900转每分钟的MagniX Magni250s 375shp(280 千瓦) 电动机作为西门子 260千瓦电动机的替代电源选项。 
在2019年6月的巴黎航展上，展出了全尺寸爱丽丝的原型机。 宣布了启动客户为总部位于马萨诸塞州海恩尼斯的海角航空（Cape Air）。 海角航空订购了92架飞机，每架售价400万美元。 来自新加坡的MagniX投资公司克莱蒙集团于2019年8月收购了电动航空工业70%的股份。 截至2019年10月，两家位于的美国航空公司已订购了150多架爱丽丝。 
2020年1月22日，原型机发生火灾，机身被毁但无人受伤。   火灾发生在位于“操作员以及乘客区”的地板下电池舱。  2020年5月18日， GKN Aerospace宣布与电动航空工业合作设计和制造后续爱丽丝的机翼、尾翼和电线互连系统。 

### 新配置
2020年12月，电动航空工业预计将在2021年开始测试经过进一步改进的爱丽丝，翼尖电机被重新安置，然后在 2023 年下半年获得认证。 
2021年7月，电动航空工业公布了更新后的配置，在机身后部的两侧都有一个T 型尾翼和两个850马力（634 千瓦）的Magni650电力装置，目标是在同年内进行首次飞行。     预计将以 220 公里（407 公里/小时，低于 240 公里）的速度巡航，具有 440 海里的航程，比以前减少 100 海里（185 公里），由重达 3,720 公斤（8,200 磅）的 820 千瓦时锂离子电池供电从重量为 3,600 公斤的 920 千瓦时电池降至 6,350 公斤，最大起飞重量为 6,668 公斤，高度上限为 32,000 英尺，最大有效载荷为 1,134 公斤。 
第一款生产机型的滑行测试于2021年12月在西雅图北部的阿灵顿市机场展开。 2022年6月，宣布将爱丽丝原型机转移到华盛顿州的摩西湖，希望在2022年夏天前进行首飞。  
该飞机于2022年9月27日首飞。

## 设计
最初计划了两个 Alice 的变体。 最初的不加压模型主要产品定位为空中出租车。 电动航空工业开始建造原型机，计划于2019年初试飞。  2017年，第二款加压机型将成为2023年推出的增程ER公务机系列，售价290万美元，配备更强大的铝空气电池和锂聚合物缓冲器，机舱可在空层280加压至1,200米（4,000英尺）， 该飞机还配备G5000航空电子设备，以 444 km/h（240 kn）巡航和1,367 km（738 nmi）的最大航程。 
使用 260 Wh/kg 电池，900 kWh 电池容量（ 3,460, 7,630磅 ) 最初估计给设计的范围为540—650 nmi（1,000—1,200 km）在 240 节和10,000英尺（3,048米） 。 随着电池技术的改进，预计这种情况会增加。 电池已经过 1,000 多次循环测试，相当于3,000飞行小时，然后需要以 250,000 美元的成本进行更换——直接运营成本的一半，类似于活塞发动机的大修。 以美国工业的电价计算，9名乘客和2名机组人员的直接运营成本为240 kn（440 km/h） ，据称为每小时 200 美元，相比之下，现有类似购买价格的飞机（例如赛斯纳402 、 皮拉图斯PC-12和比奇空中国王 ，在的航程500 nmi（930 km） 。  根据Flightglobal的数据，45% 的航线以 260 公里（482 公里/小时）的速度在其 565 海里（1,050 公里）范围内，或 55% 的航空公司航班。 
电传系统将具有比当前电气系统更高的电压。 两个850 hp（630 kW） Magni650 电动机将驱动安装在机身后部的两个螺旋桨。 意大利公司马格那里航空提供起落架，并且已经为类似尺寸的前进商务飞机提供起落架。  爱丽丝将采用最先进的技术建造，包括复合机身、由两台Magnix电动发动机提供推力和霍尼韦尔所提供的飞行控制系统，包括自动着陆。 电池重3,700公斤（8,200 磅），占飞机起飞重量的 60%。 制造计划将在美国进行。 

## 订单
爱丽丝的启动客户是服务于美国东北部和加勒比地区海角航空（Cape Air）。2021年8月，德国邮政宣布已订购12架爱丽丝供DHL用于运输货物，预计于2024年开始交付。  2022年4月，电动航空工业表示海角航空订购了75架爱丽丝。 2022年9月，环球X航空订购了 50 架爱丽丝，并于 2027 年开始交付。

## 规格（预期）
基本信息
- 最大起飛重量：7,484（16,500英磅）
- 最大通勤重量: 1,100（2,400磅）
- 最大载货重量: 1,100（2,500磅）

性能
- 巡航速度：407每小時（253英里每小時；220節）
- 最大滑翔比：2
- 一般巡航高度: 3,000米（10,000英尺）
- 最短起飞跑道需求: 790米（2,600英尺）
- 最短降落跑道需求: 730米（2,400英尺）

- 机组: 2名
- 载客量: 9名乘客
- 长度: 17.09  米(56 英尺 1 英寸)
- 翼展: 18 米 (59 英尺 1 英寸)
- 高度: 3.84 米 (12 英尺 7 英寸)
- 最大起飞重量: 7,484 公斤 (16,500 磅)
- 最大通勤负载: 1,100 公斤 (2,400 磅)
- 最大载货重量: 1,100 公斤 (2,500 磅)
- 动力: 2 × MagniX 650 电机 , 640 千瓦 (860 hp)

## 类似机型
- 电动飞机清单
- Tecnam P-Volt
- 祖努姆航空